# Euphorbia monacantha
Euphorbia monacantha är en törelväxtart som beskrevs av Ferdinand Albin Pax. Euphorbia monacantha ingår i släktet törlar, och familjen törelväxter. Inga underarter finns listade i Catalogue of Life.